# Dendrobium lageniforme
Dendrobium lageniforme är en orkidéart som beskrevs av Johannes Jacobus Smith. Dendrobium lageniforme ingår i släktet Dendrobium, och familjen orkidéer. Inga underarter finns listade i Catalogue of Life.